# Otto Emil Schott

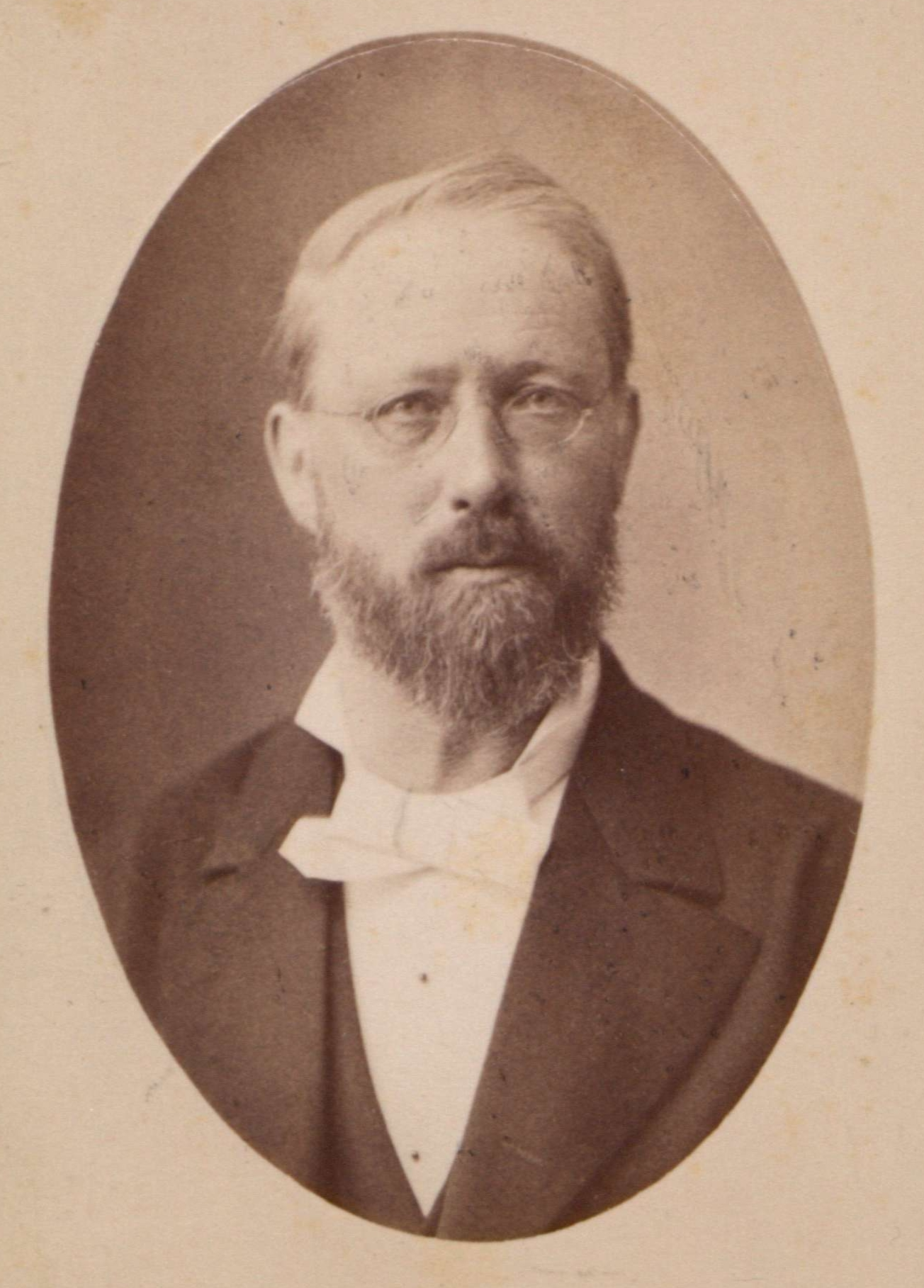
Otto Emil Schott

Otto Emil Schott (* 4. Mai 1831 in Aichschieß; † 9. Januar 1901 in Schorndorf) war ein württembergischer evangelischer Pfarrer und Liederdichter.

## Leben und Wirken
Otto Emil Schott trat nach dem Schulbesuch in das Evangelische Stift Tübingen ein und studierte von 1849 bis 1854 Evangelische Theologie an der Eberhard Karls Universität Tübingen. Nach seiner Zeit als Vikar der Evangelischen Landeskirche in Württemberg und einer wissenschaftlichen Reise 1856/57 war er zunächst Pfarrverweser u. a. in Wangen/Allgäu und Repetent am Evangelischen Stift Tübingen. Seine erste Pfarrstelle übernahm er 1859 in Stuttgart-Berg. Von 1866 bis 1871 war er Stadtpfarrer in Reutlingen und von 1871 bis 1875 Pfarrer in Stammheim (Dekanat Ludwigsburg). Ab 1875 arbeitete er dann als theologischer Lehrer bzw. Inspektor bei der Basler Mission und unternahm u. a. eine Inspektionsreise nach Ostindien. Im Jahre 1884 übernahm er die Pfarrstelle in Ruit. Von 1887 bis zum Eintritt in den Ruhestand war er Dekan im Kirchenbezirk Nagold.
In weiten Kreisen wurde Schott vor allem als Dichter geistlicher Lieder bekannt, die er in mehreren Lieder- und Gedichtsammlungen veröffentlichte.

## Veröffentlichungen (Auswahl)
- Tägliche Nahrung oder Schatzkästlein für alle Tage im Jahre. Belser, Stuttgart 1868.
- Herr, wohin sollen wir gehen? Worte der Liebe, zum Andenken an die Confirmation und erste Communion. Fleischhauer & Spohn, Reutlingen 1874 (3. Aufl. 1893 u.d.T.: Andenken an die Konfirmation. Worte der Liebe, der christlichen Jugend gewidmet).
- Warum ist die Bekehrung der Heiden so schwer? Verlag der Missionsbuchhandlung, Basel 1883.
- Wachet und betet! Täglicher Mahnruf aus Gottes Wort in Betrachtung und Lied. Ein geistliches Spruch- und Liederkästlein. Fleischhauer & Spohn, Reutlingen 1891.
- Aus der Stille. Gedichte. Schorndorf 1897.
- Glaubenszeugnisse. Predigten über die Evangelien des dritten Jahrgangs. Fleischhauer & Spohn, Reutlingen 1899.